# Sete Lagoas
Sete Lagoas – miasto we wschodniej Brazylii (Minas Gerais), na północny wschód od Belo Horizonte.
Liczba mieszkańców w 2003 roku wynosiła ok. 197 tys. 
W mieście mają siedzibę kluby piłkarskie Democrata FC i Bela Vista FC.
We wrześniu 2000 rozpoczęła działalność fabryka samochodów użytkowych, będąca spółką firm Iveco i Fiat. Pierwszymi produkowanymi modelami były Iveco Daily III i Fiat Ducato II. W późniejszym czasie uruchomiono również produkcję pozostałych podstawowych modeli ciężarówek z gamy Iveco oraz podwozi autobusowych tej marki. Zdolność produkcyjna fabryki sięgała około 28,5 tys. sztuk rocznie. Później została ona prawdopodobnie zwiększona. Standardy montażowe ciężarówek Iveco są eksportowane do zakładu w Wenezueli (zdolność produkcyjna do 10 tys. sztuk rocznie).

## Linki zewnętrzne

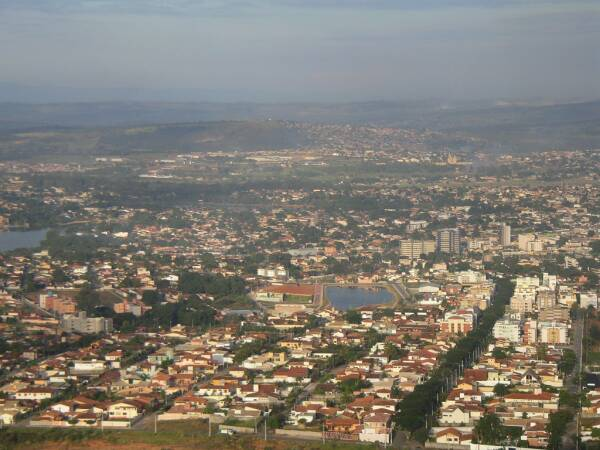
Sete Lagoas